# Emlen Tunnell
Pro Football Hall of Fame 1967
(en) Statistiques sur pro-football-reference
Emlen Lewis Tunnell (29 mars 1924 - 22 juillet 1975) est un joueur de football américain. 
En 1967, il est le premier Afro-américain à être intronisé au Pro Football Hall of Fame.
Tunnell entame sa carrière de footballeur professionnel en 1948 après des études à l'université de Toledo et à l'Université de l'Iowa puis un service militaire au sein des gardes côtiers des États-Unis. Il se met à la recherche d'un contrat professionnel que lui offrent les Giants de New York. Il devient ainsi le premier joueur noir à évoluer chez les Géants.
Au poste de safety, il s'impose très rapidement comme le pilier de la défense, alors surnommée la « défense parapluie » (Umbrella defense) en référence à la défense des Giants qui annihilait le jeu à la passe des adversaires dans les années 1950. Contributeur majeur des succès défensifs, Emlen Tunnell intercepte 79 passes en 14 saisons mais il fut également un excellent punt returner récupérant 262 ballons sur les dégagements adverses (Punt) gagnant 2 217 yards et inscrivant cinq touchdowns, ou relançant 46 ballons d'engagement (Kickoff) pour un gain de 1 215 yards et 1 touchdown.
Après dix saisons passées chez les Giants de New York, il rejoint les Packers de Green Bay où il joue de 1959 à 1961.
Emlen Lewis Tunnell décède d'une crise cardiaque le 22 juillet 1975.

## Année de naissance
Tunnell est né à Bryn Mawr en Pennsylvanie mais son année de naissance varie en fonction des sources. 
Celle indiquée sur sa tombe indique l'année 1924. Elle est confirmée par la Social Security Death Index (Sécurité sociale) et le Tunnell's Department of Veterans Affairs BIRLS Death File (Département des Vétérans),,.
Les statistiques officielles de la NFL ainsi que de nombreuses sources du début des années 1960 indique cependant l'année 1922,,.
Tunnell a lui-même indiqué l'année 1923 sur sa carte de la draft 1942 de la NFL et sur sa carte 1950 des bénéficiaires de la Seconde Guerre mondiale,.
D'autres sources font référence à l'année 1925,.
En 1961, Tunnell a plaisanté sur son âge, déclarant qu'il n'avait pas vraiment 41 ans, comme tout le monde le disait et qu'il était plus proche des 42 ans.